# Saint-Martin-de-Bonfossé
Saint-Martin-de-Bonfossé – miejscowość i gmina we Francji, w regionie Normandia, w departamencie Manche.
Według danych na rok 1990 gminę zamieszkiwało 551 osób, a gęstość zaludnienia wynosiła 43 osoby/km² (wśród 1815 gmin Dolnej Normandii Saint-Martin-de-Bonfossé plasuje się na 406. miejscu pod względem liczby ludności, natomiast pod względem powierzchni na miejscu 335.).